# Sid Meier’s Civilization III
Sid Meier’s Civilization III — компьютерная игра в жанре пошаговая стратегия от Firaxis Games, продолжение серии Civilization (предыдущей была Civilization II). К игре были выпущены два дополнения: Civilization III: Play the World (2002) и Civilization III: Conquests (2003). Хотя игра и носит имя Сида Мейера, но, в отличие от предшественниц, её дизайн был разработан Джеффом Бриггсом и Сореном Джонсоном.

## Игровой процесс
Как и в предыдущих версиях игры, в Civilization III моделируется вся история человечества — от зарождения цивилизации до современности и будущего. Игроку предстоит построить собственную империю, соревнуясь с другими цивилизациями, контролируемыми компьютером, с доисторических времён и до современности. Мощь цивилизации базируется на развитии городов, которые могут производить военные отряды, городские улучшения и чудеса света. Для полноценного развития вверенной ему цивилизации игроку необходимо балансировать между научным прогрессом, наращиванием военной мощи, пополнением казны, развитием инфраструктуры и культуры, дипломатическими контактами и торговлей с другими цивилизациями.

### Исследование карты мира, освоение территорий
В самом начале игры открывается крошечная часть карты мира — лишь несколько квадратов местности. Отряды постепенно продвигаются на неисследованную территорию и открывают новые земли — равнины, леса, реки, луга, горы, пустыни и так далее. Они могут встречать на своём пути воинственные отряды или деревни варваров, города и отряды других цивилизаций.
Если территория ещё не освоена другими цивилизациями, туда можно направлять поселенцев и основывать свои города. C появлением морских отрядов становится возможным совершать плавания — открывать и заселять острова и континенты.
Все типы местности могут быть улучшены специальными отрядами — рабочими (или пленными рабочими других цивилизаций, работающими вдвое хуже). Наиболее часто используются — ирригация, прокладка обычных и железных дорог и постройка шахт — что значительно увеличивает производительность местности. Есть ещё около десятка менее распространённых действий рабочих — постройка колонии (когда ресурс в этом месте нужно разрабатывать, а город основывать — неэффективно), возведение крепости (для повышения защитных свойств военного отряда), постройка сторожевого поста (для фиксации вражеских передвижений в этом месте), аэродрома (для посадки своих и союзных самолётов), радарной башни (современный аналог сторожевого поста) и другие.

### Экономика
Каждый город цивилизации населяет определённое число жителей. Каждый житель занимает один квадрат в окрестности города, где производит три вида «продукции»: пищу, щиты (мера производства) и золото (от торговли). Единицы пищи потребляются исключительно для питания жителей и роста данного города. Щиты используются тоже только данным городом для возведения городских построек, Чудес, производства отрядов, а также конвертации щитов в золото.
Единицы золота — самые значимые для учёта. Золотой доход со всех жителей всех городов суммируется и учитывается в общей казне государства. Из казны каждый ход выделяются чётко обозначенные суммы на расходы, общие для всей цивилизации — на научные исследования (каждое открытия требует определённой трудоёмкости), на развлечения (увеличение числа довольных и даже счастливых горожан), на содержание городских построек, на содержание отрядов; часть — теряется из-за коррупции. Золото широко используется в торговых сделках и дипломатических соглашениях с другими цивилизациями. Также, можно делать разовые расходы — на открытие посольства, на шпионаж, на ускорение производства (доступно не для всех форм правления).
На величину доходов и расходов казны существенно влияет выбранная форма правления. Города, в большинстве форм правления, могут бесплатно содержать определённое число отрядов. Всегда бесплатно содержание захваченных у других цивилизаций рабочих (рабов) и захваченной артиллерии.

### Научные открытия
В Sid Meier’s Civilization III технологическое древо состоит из 82 научных технологий, разделённых на четыре эпохи — Античность, Средневековье, Промышленная эпоха (примерно со второй половины XVIII века) и Современность. Каждая цивилизация вступает в игру уже имея две научные технологии.
Основной способ открытия технологий — финансирование исследований. Минимальное время для открытия следующей научной технологии (посредством финансирования) — 4 хода.
В игре существуют и «мгновенные» способы получения научных технологий:
- Договорным путём от других цивилизаций — как товар при покупке или обмене технологиями, получение в качестве платы за дипломатические договоры (военные союзы, объявление эмбарго, принятие капитуляции и прочее).
- Цивилизация, первой открывшая Философию, награждается ещё одной технологией бесплатно.
- Народ, построивший Чудо света — Великую библиотеку, получает все технологии, которые открыты как минимум двумя другими известными ему цивилизациями. Далее — продолжает на этих же условиях получать технологии до открытия своей цивилизацией Образования.
- Цивилизация, построившая Великое Чудо света — Теорию эволюции, награждается двумя технологиями.
- Научные цивилизации (Вавилон, Германия, Греция, Персия и Россия) в начале каждой эпохи получают одну технологию.
- С открытием технологии шпионажа и постройки разведслужбы становится возможным проведение шпионской миссии «Украсть технологию» против какой-либо цивилизации. Любая шпионская миссия требует финансирования, при этом успех кражи не гарантирован. Дополнительному риску подвергается засланный в цивилизацию шпион (на внедрение которого тоже были потрачены средства). В случае провала шпионской миссии и одновременного раскрытия-уничтожения шпиона — дипломатические отношения этой цивилизации ухудшаются.

### Культура
Один из шести путей полной победы в Sid Meier’s Civilization III — через культуру.
Культурные очки цивилизации начинают накапливаться с основания первого города — столицы. Автоматически там создаётся Дворец, обозначающий центр империи и приносящий по 1 очку культуры каждый ход. Основным источником культурных очков являются различные постройки городов. Также культурные очки приносит любое из Великих Чудес света и любое из Малых Чудес цивилизации. Культуру нельзя купить или получить каким-либо другим путём. Учёт культуры ведётся по каждому городу в отдельности и суммарно по всей цивилизации в целом.
Каждый город имеет культурную границу, в пределах которой находится территория его влияния. Когда значение культуры города достигает определённых значений, его влияние возрастает, а граница влияния города — обычно расширяется. Территории влияния всех городов одной нации — территория влияния этой цивилизации. Основать город на территории, находящейся под чужим культурным влиянием, не объявив при этом войны, — нельзя. Если города разных наций расположены близко, они начинают бороться за культурное влияние на территорию.
Города с малой культурой, принадлежащие малокультурной цивилизации, могут переходить к другим близко находящимся цивилизациям с сильной культурой. «Культурные переходы» наиболее вероятны, когда в городе есть граждане другой цивилизации, или проходят общественные беспорядки, или город находится поблизости от столицы (территории) другой цивилизации. Военные отряды цивилизации, от которой «ушёл» город, уничтожаются. Считается, что произошло восстание, жители города сместили своё правительство и, в придачу, обратились с просьбой к соседней более культурной цивилизации — принять их город. «Культурный переход» города маловероятен, когда в городе присутствуют военные отряды (гарнизон), проходят празднования в честь Правителя (есть ряд условий, при которых они проводятся) или поблизости находится столица (территория) этой цивилизации. Только столица не может совершить «культурный переход».
Расширение культурных границ, в свою очередь, влияет на возможность победы Доминированием. Если культурный уровень цивилизации достигает нужной отметки, он становится предметом зависти жителей остальных цивилизаций, и тогда цивилизация одерживает Культурную победу. Для этого необходимо:
- располагать городом с не менее 20000 культуры,
- всей цивилизации — достичь культуры — 60000 на крошечной карте; 80000 на малой; 100000 на стандартной; 130000 на большой; 160000 на огромной.

## Условия победы
Спецификой Civilization III является альтернативность, многовариантность способов выигрыша в игре. Некоторые из них происходят из предыдущих версий игры (например, в оригинальной Civilization были доступны три способа победы: завоеванием, в космической гонке, по историографу). Способы победы могут быть активированы, изменены или отключены в настройках перед началом игры. В общем, существует шесть базовых условий победы:
- Космическая гонка: один из невоенных способов победы в Civilization III, унаследованный от предыдущих игр. Цивилизация вступает в космическую гонку, когда завершает работу над малым чудом света «Программа Аполлон». Победителем в гонке становится цивилизация, первой запустившая космический корабль на Альфу Центавра, ближайшую к Земле звёздную систему. Готовый корабль обязательно состоит из 10 различных компонентов; если в предыдущих играх игрок мог запустить незаконченный корабль без уверенности в успехе предприятия, то в Civilization III успешный запуск возможен только при условии завершения работы над всеми компонентами.
- Завоевание: прямолинейное решение, предусматривающее завоевание всего мира путём силового устранения остальных цивилизаций. Цивилизация считается уничтоженной, если теряет (захваченным или уничтоженным) свой последний город, и не имеет ни одного поселенца.
- Доминирование: для победы доминированием необходимо контролировать в пределах своих культурных границ одновременно 66 % (2/3) всей поверхности земли и 66 % всего населения мира (эти настройки можно изменять).
- Культурная победа: если культурный уровень всей цивилизации или одного из городов достигает определённой отметки, он становится предметом зависти всего человечества, и цивилизация одерживает культурную победу.
- Дипломатия: для получения возможности дипломатической победы необходимо построить большое чудо Организация Объединённых Наций. В Совете Безопасности периодически проводятся выборы Генерального секретаря ООН. Лидер цивилизации, построившей ООН, автоматически становится кандидатом на эту должность. Его конкурентами могут быть лидеры одной или двух цивилизаций, контролирующих как минимум 25 % населения или территории мира. Если ни одна из цивилизаций, кроме создавшей ООН, не подходит для выдвижения в кандидаты, вторым кандидатом становится лидер цивилизации с большим населением. Генсек определяется относительным большинством голосов (цивилизация также может воздержаться). Для получения перевеса от игрока требуется тонкое дипломатическое искусство, помогающее поддерживать хорошую международную репутацию и дружественные отношения со всеми цивилизациями.
- Историограф: историограф Civilization III отображает относительные средние показатели счёта, мощи и культуры данной цивилизации за определённый промежуток времени. Историограф ведёт подсчёт вплоть до 2050 года. Если игра заканчивается, и ни одна цивилизация не достигла победы при помощи одного из вышеизложенных способов, победитель определяется историографом. Историограф суммирует счёт цивилизации за каждый из периодов исторического развития (древность, средневековье, промышленный век и современность) и подсчитывает средний показатель. Побеждает тот, кто набрал больше очков.

## Список цивилизаций, особенности
Изначально в игре Civilization III доступно 16 стран (народов) — Америка, Ацтеки, Ирокезы, Англия, Германия, Франция, Вавилон, Персия, Греция, Рим, Египет, Зулусы, Индия, Китай, Япония, Россия. Установленные дополнения к игре добавляют ещё по 8 новых цивилизаций, таким образом всего может быть доступно 32 цивилизации.
Каждая цивилизация имеет 2 уникальные особенности из 6 возможных: научная, трудолюбивая, религиозная, торговая, милитаристская и экспансионистская (в Conquests также аграрная и мореплавательская). Россия, в частности, является научной и экспансионистской цивилизацией, а Египет — религиозной и трудолюбивой. Кроме стартового набора научных достижений, от типа цивилизации зависят её уникальные качества: например, отряды милитаристской цивилизации быстрее получают боевой опыт, а научная цивилизация при переходе в каждую следующую эпоху бесплатно получает одно научное достижение.
Кроме того, каждая цивилизация может строить доступный только ей уникальный отряд (на определённом этапе истории действительно существовавший у неё). Уникальный отряд заменяет один из стандартных (например, римский легионер заменяет мечников, а японский самурай — рыцарей) и имеет по сравнению с ними небольшое преимущество (например, у римского легионера защита на 1 единицу выше, чем у стандартного мечника).
| Цивилизация | Предпочтения                                                    | Начальные достижения                                                            | Уникальный отряд              | Правитель                 | Столица     |
| ----------- | --------------------------------------------------------------- | ------------------------------------------------------------------------------- | ----------------------------- | ------------------------- | ----------- |
| Америка     | Трудолюбивая, экспансионистская                                 | Каменная кладка, Гончарное дело                                                 | Истребитель F-15              | Авраам Линкольн           | Вашингтон   |
| Англия      | Экспансионистская (мореплавательская в Conquests), торговая     | Кодекс воина, Алфавит                                                           | Мановар                       | Елизавета I               | Лондон      |
| Ацтеки      | Милитаристская, религиозная (аграрная в Conquests)              | Кодекс воина, Церемониальное погребение                                         | Воин-ягуар                    | Монтесума II              | Теночтитлан |
| Вавилон     | Научная, религиозная                                            | Обработка бронзы, Церемониальное погребение                                     | Вавилонские составные лучники | Хаммурапи                 | Вавилон     |
| Германия    | Милитаристская, научная                                         | Кодекс воина, Обработка бронзы                                                  | Пантера (танк)                | Отто фон Бисмарк          | Берлин      |
| Греция      | Научная, торговая                                               | Обработка бронзы, Алфавит                                                       | Гоплит                        | Александр III Македонский | Афины       |
| Египет      | Трудолюбивая, религиозная                                       | Каменная кладка, Церемониальное погребение                                      | Боевая колесница              | Клеопатра VII             | Фивы        |
| Зулусы      | Милитаристская, экспансионистская                               | Гончарное дело, Кодекс воина                                                    | Импи                          | Шака Зулу                 | Зимбабве    |
| Индия       | Религиозная, торговая                                           | Церемониальное погребение, Алфавит                                              | Боевой слон                   | Махатма Ганди             | Дели        |
| Ирокезы     | Религиозная, экспансионистская (аграрная, торговая в Conquests) | Церемониальное погребение, Гончарное дело (Алфавит, Гончарное дело в Conquests) | Вооружённые всадники          | Гайавата                  | Саламанка   |
| Китай       | Трудолюбивая, милитаристская                                    | Каменная кладка, Кодекс воина                                                   | Наездники                     | Мао Цзэдун                | Пекин       |
| Персия      | Трудолюбивая, научная                                           | Обработка бронзы, Гончарное дело                                                | Бессмертные                   | Ксеркс I                  | Пасаргады   |
| Рим         | Милитаристская, торговая                                        | Алфавит, Кодекс воина                                                           | Легионер                      | Гай Юлий Цезарь           | Рим         |
| Россия      | Научная, экспансионистская                                      | Обработка бронзы, Гончарное дело                                                | Казаки                        | Екатерина II Великая      | Москва      |
| Франция     | Трудолюбивая, торговая                                          | Каменная кладка, Алфавит                                                        | Королевские мушкетёры         | Жанна д’Арк               | Париж       |
| Япония      | Милитаристская, религиозная                                     | Кодекс воина, Церемониальное погребение                                         | Самурай                       | Токугава Иэясу            | Киото       |

## Чудеса света
Во всех играх серии «Цивилизация» существуют Великие Чудеса света, создание которых может быть завершено только однажды за всё время игры и только одной цивилизацией. Начиная с Civilization III, помимо великих чудес, существуют малые чудеса, отличающиеся тем, что могут быть построены каждой цивилизацией в одном городе один раз (они имеют промежуточное значение между Великими Чудесами и обычными постройками). В большинстве случаев малые чудеса требуют не только определённый технологический уровень (технологию, позволяющую создавать чудо), но и выполнения дополнительных условий. К примеру, для создания Пентагона необходимо располагать не менее, чем тремя армиями, а для создания СОИ — не менее, чем пятью батареями ПВО в городах.
Практически все чудеса предоставляют некую выгоду для всей цивилизации, построившей их (например, Пирамиды бесплатно дают амбары в каждом городе цивилизации на континенте).

## Основные отличия отCivilization II
Введены культурные границы и очки культуры. Теперь изначальная территория города не составляет 21 клетку, а постепенно увеличивается (до этого же размера) по мере «увеличения культурного влияния» города; в ситуации, когда граница другого государства вплотную подходит к городу, количество клеток может сократиться вплоть до одной. Культурное влияние — временной параметр: каждый ход добавляются очки культуры. Их производят развлекательные здания (влияющие на настроения горожан), научные центры и чудеса света. Общая территория культурного влияния всех городов государства — территория государства. По мере повышения уровня культуры горо́да и расширения границ, дальнейшее расширение становится всё более сложным: соседние города оппонентов соревнуются за влияние на каждую клетку уровнем своей культуры. Строительство городов на территории другого государства (в пределах его культурных границ) возможно, но приведёт к войне с этим государством. Теперь возможно, при достаточном развитии культуры, отодвинуть границу к противнику и даже присоединить его города без боя. Это привело к новым видам побед — Культурной и Доминантной.
Появились ресурсы и предметы роскоши. Если раньше ресурсы были всего лишь бонусами на территории, то в третьей части они приобрели куда большее значение. Так, без обладания селитрой невозможно построить ранние огнестрельные отряды, без нефти — танки, а без алюминия и урана — ядерные бомбы. Появление ресурсов ввело новые правила войны. Например, захватив уран и нефть, можно лишить противника возможности производства важнейших в игре юнитов. Предметы роскоши увеличивают уровень счастья граждан в городах. Для доступа к ресурсам они должны быть не только в пределах культурной границы, но и соединены дорогой.
Изменилась торговля. Караваны были отменены. Теперь нет возможности специализировать города. Для торговли с другими странами нужны дороги или наличие у обеих сторон портов (позднее аэропортов). Для распределения ресурсов между своими городами их также нужно объединить дорогами.
Изменилось окно дипломатии. Теперь сразу видно, кто с кем и в каких отношениях находится. Соглашения достигаются в ходе открытого диалога. В правый столбец выставляется всё то, что вы предлагаете для торга, в левый — всё то, что хотите получить от другой стороны. Если условия приемлемы, то договор заключается.

## Отзывы
| Сводный рейтинг       | Сводный рейтинг |
| Агрегатор             | Оценка          |
| --------------------- | --------------- |
| GameRankings          | 88,75 %         |
| Metacritic            | 90/100          |
| Иноязычные издания    |                 |
| Издание               | Оценка          |
| Game Informer         | 8,5/10          |
| GameRevolution        | A-              |
| GameSpot              | 9,2/10          |
| IGN                   | 9,3/10          |
| PC Gamer (US)         | 92 %            |
| Русскоязычные издания |                 |
| Издание               | Оценка          |
| «Игромания»           | 100 %           |

Игра была очень хорошо воспринята игровой прессой и игроками, средний рейтинг Metacritic для платформы Windows составил 90 %. Civilizaion III завоевала множество наград «Игра года» у различных игровых изданий, Computer Games Magazine назвал её лучшей игрой 2001 года.
Журнал «Игромания» присудил игре оценку 100 %, поставив её на второе место в номинации «Лучшая стратегия 2001 года».